# Dejvi Bregu
Dejvi Bregu (Valona, 24 ottobre 1995) è un calciatore albanese, centrocampista o attaccante della Dinamo Tirana.

## Carriera

### Club
Cresciuto nelle giovanili del Flamurtari Valona, con cui debutta nella massima serie albanese nel 2012. Il 30 gennaio 2016 viene acquistato a titolo definitivo dalla squadra albanese del Luftëtari.
Il 1º gennaio 2018 viene acquistato a titolo definitivo per 100.000 euro dalla squadra albanese dello Skënderbeu.

### Nazionale
Debutta con la maglia della nazionale albanese Under-21 il 16 giugno 2015 nella partita amichevole, persa per 4 a 1 contro la Svezia Under-21.

## Statistiche

### Presenze e reti nei club
Statistiche aggiornate al 30 aprile 2023.
| Stagione                 | Squadra                  | Campionato               | Campionato | Campionato | Coppe nazionali | Coppe nazionali | Coppe nazionali | Coppe continentali | Coppe continentali | Coppe continentali | Altre coppe | Altre coppe | Altre coppe | Totale | Totale |
| Stagione                 | Squadra                  | Comp                     | Pres       | Reti       | Comp            | Pres            | Reti            | Comp               | Pres               | Reti               | Comp        | Pres        | Reti        | Pres   | Reti   |
| ------------------------ | ------------------------ | ------------------------ | ---------- | ---------- | --------------- | --------------- | --------------- | ------------------ | ------------------ | ------------------ | ----------- | ----------- | ----------- | ------ | ------ |
| gen.-giu. 2012           | Flamurtari Valona        | KS                       | 1          | 0          | CA              | 0               | 0               | UEL                | -                  | -                  | -           | -           | -           | 1      | 0      |
| 2012-2013                | Flamurtari Valona        | KS                       | 2          | 0          | CA              | 0               | 0               | UEL                | 0                  | 0                  | -           | -           | -           | 2      | 0      |
| 2013-2014                | Flamurtari Valona        | KS                       | 1          | 0          | CA              | 3               | 2               | -                  | -                  | -                  | -           | -           | -           | 4      | 2      |
| 2014-2015                | Flamurtari Valona        | KS                       | 14         | 5          | CA              | 3               | 3               | UEL                | -                  | -                  | SA          | 0           | 0           | 17     | 8      |
| 2015-gen. 2016           | Flamurtari Valona        | KS                       | 8          | 0          | CA              | 4               | 2               | -                  | -                  | -                  | -           | -           | -           | 12     | 2      |
| Totale Flamurtari Valona | Totale Flamurtari Valona | Totale Flamurtari Valona | 26         | 5          |                 | 10              | 7               |                    | 0                  | 0                  |             | 0           | 0           | 36     | 12     |
| gen.-giu. 2016           | Luftëtari                | KP                       | 15         | 7          | CA              | 0               | 0               | -                  | -                  | -                  | -           | -           | -           | 15     | 7      |
| 2016-2017                | Luftëtari                | KS                       | 32         | 9          | CA              | 2               | 1               | -                  | -                  | -                  | -           | -           | -           | 34     | 10     |
| 2017-2018                | Luftëtari                | KS                       | 33         | 9          | CA              | 2               | 0               | -                  | -                  | -                  | -           | -           | -           | 35     | 9      |
| lug. 2018                | Luftëtari                | KS                       | 0          | 0          | CA              | 0               | 0               | UEL                | 1                  | 0                  | -           | -           | -           | 1      | 0      |
| Totale Luftëtari         | Totale Luftëtari         | Totale Luftëtari         | 80         | 25         |                 | 4               | 1               |                    | 1                  | 0                  |             | -           | -           | 85     | 26     |
| 2018-2019                | Skënderbeu               | KS                       | 27         | 8          | CA              | 2               | 2               | -                  | -                  | -                  | SA          | 1           | 1           | 30     | 11     |
| 2019-2020                | Skënderbeu               | KS                       | 34         | 10         | CA              | 3               | 0               | -                  | -                  | -                  | -           | -           | -           | 37     | 10     |
| Totale Skënderbeu        | Totale Skënderbeu        | Totale Skënderbeu        | 61         | 18         |                 | 5               | 2               |                    | -                  | -                  |             | 1           | 1           | 67     | 21     |
| 2020-2021                | Teuta                    | KS                       | 36         | 16         | CA              | 3               | 1               | UEL                | -                  | -                  | SA          | -           | -           | 39     | 17     |
| lug. 2021                | Teuta                    | KS                       | 0          | 0          | CA              | 0               | 0               | UCL+UECL           | 1+0                | 0                  | SA          | 0           | 0           | 1      | 0      |
| Totale Teuta             | Totale Teuta             | Totale Teuta             | 36         | 16         |                 | 3               | 1               |                    | 1                  | 0                  |             | 0           | 0           | 40     | 17     |
| 2021-2022                | Boluspor                 | 1L                       | 32         | 5          | CT              | 1               | 0               | -                  | -                  | -                  | -           | -           | -           | 33     | 5      |
| 2022-2023                | Boluspor                 | 1L                       | 31         | 5          | CT              | 3               | 2               | -                  | -                  | -                  | -           | -           | -           | 34     | 7      |
| Totale Boluspor          | Totale Boluspor          | Totale Boluspor          | 63         | 10         |                 | 4               | 2               |                    | -                  | -                  |             | -           | -           | 67     | 12     |
| 2023-2024                | Ümraniyespor             | 1L                       | 0          | 0          | CT              | 0               | 0               | -                  | -                  | -                  | -           | -           | -           | 0      | 0      |
| Totale carriera          | Totale carriera          | Totale carriera          | 266        | 74         |                 | 26              | 13              |                    | 2                  | 0                  |             | 1           | 1           | 295    | 88     |

### Cronologia presenze e reti in nazionale
| Cronologia completa delle presenze e delle reti in nazionale ― Albania under 21 | Cronologia completa delle presenze e delle reti in nazionale ― Albania under 21 | Cronologia completa delle presenze e delle reti in nazionale ― Albania under 21 | Cronologia completa delle presenze e delle reti in nazionale ― Albania under 21 | Cronologia completa delle presenze e delle reti in nazionale ― Albania under 21 | Cronologia completa delle presenze e delle reti in nazionale ― Albania under 21 | Cronologia completa delle presenze e delle reti in nazionale ― Albania under 21 | Cronologia completa delle presenze e delle reti in nazionale ― Albania under 21 |
| Data                                                                            | Città                                                                           | In casa                                                                         | Risultato                                                                       | Ospiti                                                                          | Competizione                                                                    | Reti                                                                            | Note                                                                            |
| ------------------------------------------------------------------------------- | ------------------------------------------------------------------------------- | ------------------------------------------------------------------------------- | ------------------------------------------------------------------------------- | ------------------------------------------------------------------------------- | ------------------------------------------------------------------------------- | ------------------------------------------------------------------------------- | ------------------------------------------------------------------------------- |
| 16-6-2015                                                                       | Sollentuna                                                                      | Svezia under 21                                                                 | 4 – 1                                                                           | Albania under 21                                                                | Amichevole                                                                      | -                                                                               | 66’                                                                             |
| Totale                                                                          |                                                                                 | Presenze                                                                        | 1                                                                               |                                                                                 | Reti                                                                            | 0                                                                               |                                                                                 |

## Palmarès

### Club

#### Competizioni nazionali
- Coppa d'Albania: 2

Flamurtari Valona: 2013-2014
Dinamo Tirana: 2024-2025
- Kategoria e Parë: 1

Luftëtari: 2015-2016
- Supercoppa d'Albania: 1

Skënderbeu: 2018
- Campionato albanese: 1

Teuta: 2020-2021
- Coppa di Polonia: 1

Wisła Cracovia: 2023-2024

### Individuale
- Capocannoniere della Kategoria Superiore: 1

2020-2021 (16 reti)